# Eppinghofen
Eppinghofen ist ein innerstädtischer Ortsteil der Stadt Mülheim an der Ruhr in Nordrhein-Westfalen und gehört zum Mülheimer Stadtteil Altstadt II. Bis zu seiner Eingemeindung im Jahre 1878 war Eppinghofen eine Gemeinde im damaligen Landkreis Mülheim an der Ruhr.

## Geographie
Eppinghofen umfasst im Wesentlichen den Teil der Mülheimer Innenstadt, der im Süden durch die Bahnstrecke Duisburg–Dortmund und im Norden durch die Aktienstraße begrenzt ist. Das Geschäftszentrum von Eppinghofen liegt in der Eppinghofer Straße. Der östliche Teil von Eppinghofen wird als Dichterviertel bezeichnet.

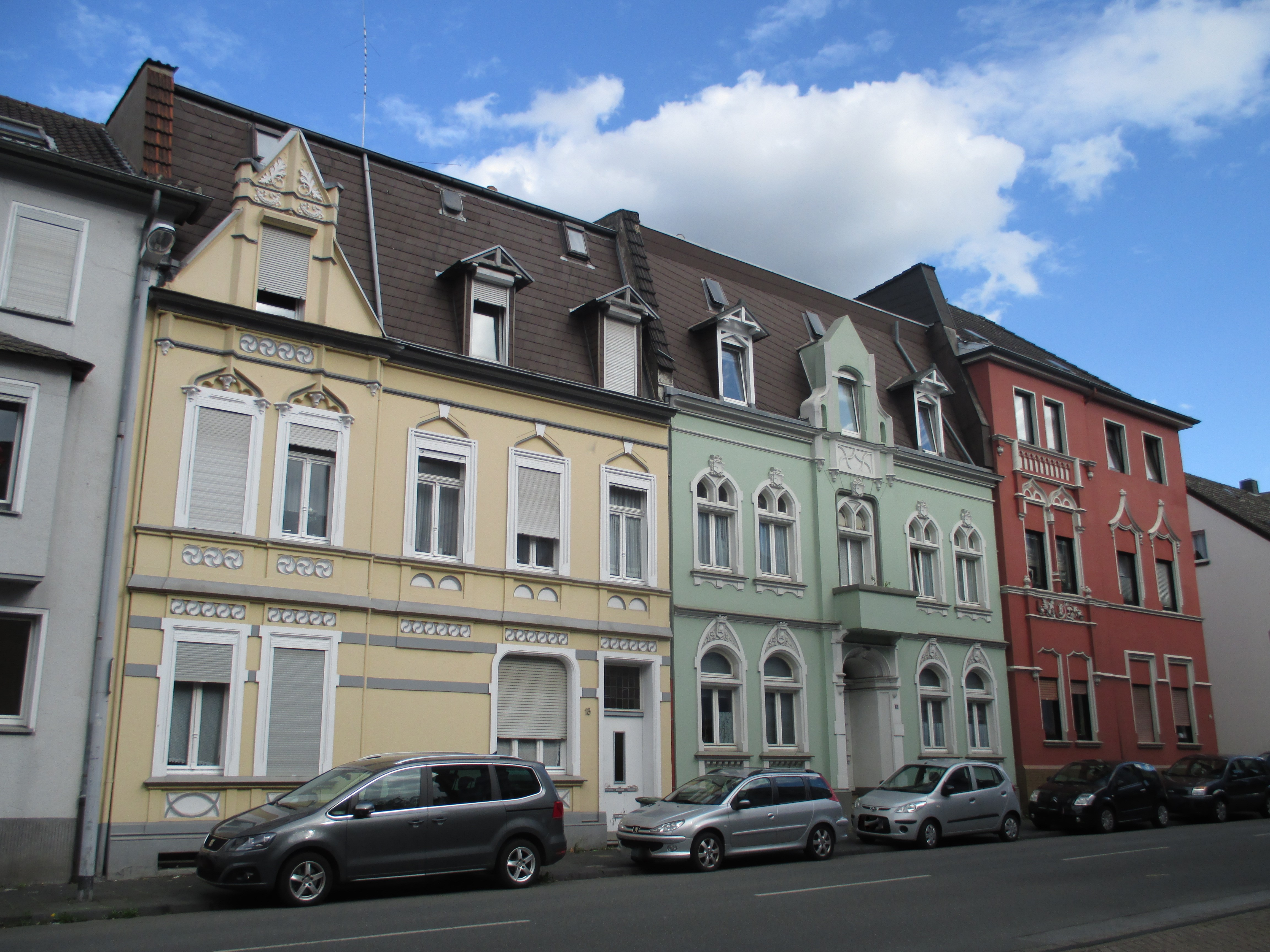
Wohnhäuser in Eppinghofen

## Geschichte
Die erste urkundliche Erwähnung Eppinghofens stammt aus dem Jahre 1250. Der Ort war ursprünglich eine landwirtschaftliche Streusiedlung, die im Verlauf des 19. Jahrhunderts städtisch überbaut wurde. Erster bedeutender Industriebetrieb war die 1811 wurde eine mechanische Werkstatt gegründet, aus der die heutige Friedrich Wilhelms-Hütte entstand.
Eppinghofen war im 19. Jahrhundert zunächst eine Landgemeinde in der Bürgermeisterei Mülheim an der Ruhr-Land. Diese gehörte bis 1874 zum Kreis Duisburg und seitdem zum Landkreis Mülheim an der Ruhr. Am 1. April 1878 wurde Eppinghofen in die Stadt Mülheim an der Ruhr eingegliedert.

## Einwohnerentwicklung
| Jahr | Einwohner | Quelle |
| ---- | --------- | ------ |
| 1832 | 1019      | [ 4 ]  |
| 1864 | 3239      | [ 5 ]  |
| 1871 | 3897      | [ 6 ]  |
| 1885 | 4952      | [ 7 ]  |

## Baudenkmäler
In Eppinghofen stehen zahlreiche Wohnhäuser aus dem 19. Jahrhundert unter Denkmalschutz.

## Vereine
- Turnverein Eppinghofen 1900
- Eppinghofer Bürgerverein

## Verkehr
Durch Eppinghofen führen zwei Straßenbahnlinien. Die Linie 102 führt vom Mülheimer Hauptbahnhof kommend unterirdisch durch Eppinghofen nach Dümpten und ist im U-Bahnhof Aktienstraße mit der Linie 104 verknüpft, die von Mülheim nach Essen-Schönebeck führt.